# オーランド・ジョンソン
オーランド・ジョンソン  (Orlando Vincent Johnson 1989年3月11日 - )は、アメリカ合衆国カリフォルニア州モントレー出身のプロバスケットボール選手。ポジションはシューティングガード。

## 来歴
カリフォルニア州の高校を卒業後 、2007年にロヨラ・メリヨント大学に進学するも、2008年にカリフォルニア大学サンタバーバラ校に転校。NCAAの規定により2009年より公式戦出場が認められ、 BWCの最優秀選手に3年連続で選出され、2010年のBWCトーナメントに優勝するなど活躍したジョンソンは、2011年のNBAドラフトにアーリーエントリーを表明する予定だったが回避。2012年までプレー後、2012年のNBAドラフトでは、サクラメント・キングスから指名された後、権利がインディアナ・ペイサーズに移動。ペイサーズでは成長段階にあったポール・ジョージやランス・スティーブンソンの陰に隠れ、Dリーグが主戦場となり、2014年2月22日にロースター枠の調整の為に解雇。4日後にサクラメント・キングスと10日間契約を結ぶも、シーズン終了後までの契約を勝ち取ることは出来ず、3月18日に解雇された。
2014年8月、サスキ・バスコニアと契約したものの、10月に解雇。12月3日にサンアントニオ・スパーズ傘下のオースティン・スパーズと契約し、NBA復帰を目指すことになる。2015年4月にフィリピンに渡り好成績を挙げた後、10月にオースティン・スパーズに復帰。2016年1月29日、Dリーグオールスターゲーム出場が決定。2月4日にフェニックス・サンズと10日間契約を結んだが、2度目を契約の更新を受けることは出来ず、15日にオースティン・スパーズに復帰。その後、3月8日に怪我人続出のニューオーリンズ・ペリカンズが、NBAに対しハードシップ例外条項を行使し、ジョンソンと10日間契約を結んだものの、シーズン終了までの契約を勝ち取ることは出来なかった。
9月3日、ミルウォーキー・バックスとトレーニングキャンプに関する契約を結んだが、シーズン開幕前に解雇。11月1日にユナイテッド・リーグのUNICSカザンと3ヶ月契約を結んだ。
2017年3月2日、オースティン・スパーズに戻った。